# 中谷村 (兵庫県)
中谷村（なかたにむら）は、兵庫県川辺郡に存在した村。
「昭和の大合併」期にあたる1955年（昭和30年）4月10日に北隣の同郡六瀬村と新設合併を行って猪名川町が誕生し、消滅。

## 地理
- 兵庫県の南東部にあたり、東側を大阪府と接する。
- 北から南に流れる猪名川・およびその支流に沿って広がる谷・盆地と、それをとりかこむ丹波高地南西部の山々からなる。
- 2007年（平成19年）現在における猪名川町南部、すなわち銀山、広根、猪淵、肝川、差組、上野、柏梨田（かしうだ）、紫合（ゆうだ）、原、北野、民田、南田原、北田原、内馬場、上阿古谷、下阿古谷、および伏見台、松尾台、白銀、若葉、つつじが丘、猪名川台が旧中谷村域にあたる。なお、下阿古谷までの前半16地名が近代以前からの地名・町村名由来のもの、伏見台以降の6地名が1970年代から入居が始まった大規模ニュータウンにつけられたものである。
- 「昭和の大合併」期以前には、東隣に東谷村（現：川西市北部）、西隣に西谷村（現：宝塚市北部）が存在していた。
- 村内銀山地区には多田銀山があったが、1973年に休山となった。
- 鉄道路線は合併後の1978年に能勢電鉄日生線が開通し、日生中央駅が開設されるまでは存在していなかった。

## 歴史
- 1889年（明治22年）4月1日 - 町村制施行。銀山町、および広根、猪淵、肝川、差組、上野、柏梨田（かしうだ）、紫合（ゆうだ）、原、北野、民田、南田原、北田原、内馬場、上阿古谷、下阿古谷、村上新田の16箇村が合併し、成立。
- 1955年（昭和30年）4月10日 - 同郡六瀬村と合併し、猪名川町成立[1]。中谷村は消滅した。